# Mikhaïl Makovski
Pour les articles homonymes, voir Makovski.
Mikhaïl Makovski (en biélorusse : Міхаіл Макоўскі, en russe : Михаил Маковский), né le 23 avril 1977 à Maladetchna en Biélorussie, est un footballeur international biélorusse, qui évoluait au poste de milieu de terrain. 
Son frère jumeau Vladimir Makovski est également joueur de football.

## Biographie

### Carrière de joueur
Mikhaïl Makovski dispute un match en Ligue des champions, et deux matchs en Coupe de l'UEFA.

### Carrière internationale
Mikhaïl Makovski compte une seule sélection avec l'équipe de Biélorussie en 1997. 
Il reçoit sa seule sélection le 5 janvier 1997 par le sélectionneur national Mikhaïl Vergeyenko pour un match amical contre l'Égypte (défaite 2-0).

## Palmarès
- Avec le Dynamo Minsk
  - Champion de Biélorussie en 1997

- Avec le Dynamo Kiev
  - Champion d'Ukraine en 1998
  - Vainqueur de la Coupe d'Ukraine en 1998